# Ручьи (Мурманская область)
Ручьи́ — железнодорожная станция (тип населённого пункта) в Кандалакшском районе Мурманской области. Входит в состав городского поселения Кандалакша.

## Население
| 2002 | 2010 |
| ---- | ---- |
| 10   | ↘1   |

### Половой состав
По данным Всероссийской переписи населения 2010 года, на территории населённого пункта проживал 1 мужчина.